# باول برادلي (ممثل)
باول برادلي (بالإنجليزية: Paul Bradley)‏ هو ممثل بريطاني، ولد في 28 مايو 1955 في نانيتون ‏ في المملكة المتحدة.

## أعمال

### أفلام
- (2018)  باندرسناتش

## وصلات خارجية
- باول برادلي على موقع IMDb (الإنجليزية)
- باول برادلي على موقع قاعدة بيانات الفيلم (الإنجليزية)